# Roboti
Roboti (Die Roboter) waren eine jugoslawische Band aus Zagreb, die um 1965 sehr erfolgreich war.
Die Band wurde 1963 gegründet und spielte zunächst hauptsächlich in Beat-Clubs in Österreich. Große Popularität in Jugoslawien erlangten sie mit dem Titel "Mramor, kamen i željezo", einer serbokroatischen Cover-Version von "Marmor, Stein und Eisen bricht", das von Drafi Deutscher geschrieben und gesungen wurde (eine erneute Cover-Version hiervon nahmen in den 1980er Jahren Bijelo dugme auf). 1966 verließ der Sänger und Gitarrist Ivica Percl (1945–2007) die Band, und startete erfolgreich eine Solokarriere. Er wurde durch einen Saxophonisten und Keyboarder ersetzt und die Stilrichtung der Band veränderte sich hin zu Rhythm and Blues. 1966–68 tourte sie durch Jugoslawien und Italien, der Erfolg ließ jedoch nach. 1969 löste sich die Band auf, Anfang der 1970er Jahre kam es zu einer nur kurz andauernden Reunion.